# Sicydium araguense
Sicydium araguense är en gurkväxtart som beskrevs av Julian Alfred Steyermark och Trujillo. Sicydium araguense ingår i släktet Sicydium och familjen gurkväxter. Inga underarter finns listade i Catalogue of Life.